# Foliace (geologie)

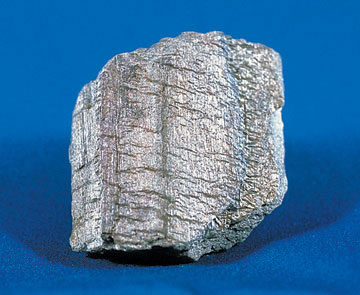
Foliace fylitu

Foliace v geologii je popisné (negenetické) označení rovnoběžných strukturních ploch, které prostupují celou horninou (jsou penetrativní). Zahrnují několik typů nehomogenit způsobených prioritní orientací minerálů, většinou fylosilikátů.

## Typy
Tímto termínem mohou být popisovány i primárně foliované horniny jako jsou jílovité břidlice, proto se obvykle označuje jako břidličnatost (anglicky slaty cleavage). Foliace těchto hornin vznikla po usazení nebo většinou při diagenezi (nejvíce ve facii zelených břidlic).
Sekundární foliace, většinou označovaná jako kliváž, vzniká při metamorfóze (tzv. S-tektonity). Nejčastěji se vyskytuje v regionálně přeměněných horninách jako jsou fylity, svory, je běžná v orogenních pásmech. Metamorfní foliace se vztahuje k hrubozrnnějším horninám, kde jsou minerály viditelné pouhým okem.